# Джекі Олівер
Кіт Джек Олівер (англ. Keith Jack Oliver; нар. 14 серпня 1942 року в Чадвелл Гіт, Ессекс) — колишній британський пілот Формули-1 і власник команди з Англії. Він став відомий як засновник команди Arrows, а також як гонщик. Під час своєї гоночної кар’єри він здобув перемогу в гонці 24 години Ле-Мана і став чемпіоном Can-Am. Олівер також став другою людиною, яка здобула неофіційну потрійну корону перегонів на витривалість.

## Кар'єра гонщика
Олівер розпочав свою тривалу кар’єру в автоспорті в 1961 році, виступаючи за кермом Mini у британських клубних перегонах. У 1962 і 1963 роках він брав участь у гонках за Ecurie Freeze на Marcos GT. У 1964 році він брав участь у перегонах на Lotus Elan за команду D.R. Fabrications та взяв участь у гонках GT, показавши чудові результати. Ситуація погіршилась після приєднання до Формули-3, де його природжена швидкість була зіпсована механічними несправностями.

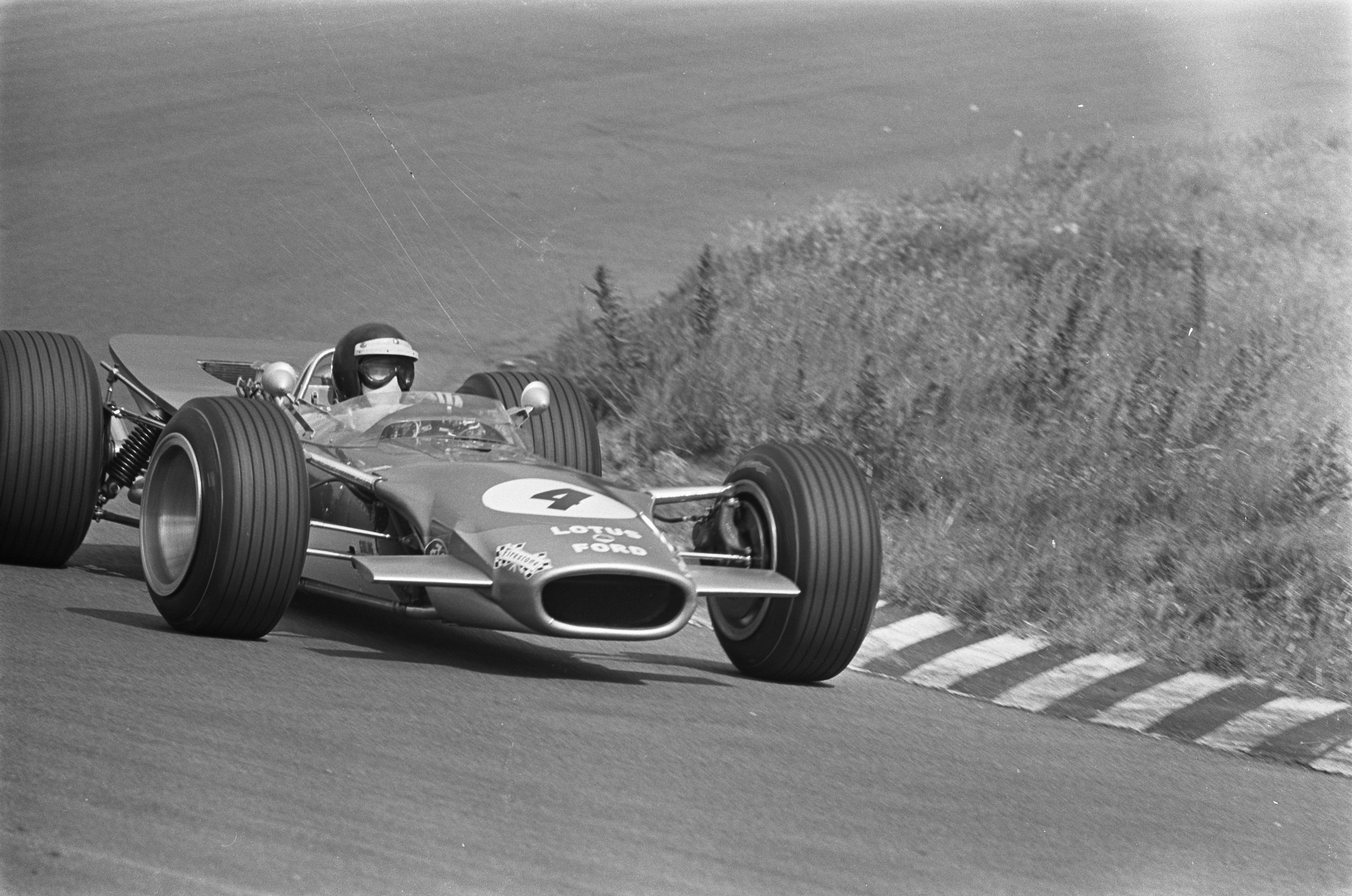
Олівер за кермом Lotus 49 на Гран-прі Нідерландів 1968 року.

Тим не менш, у 1967 році він приєднався до команди Формули-2 Lotus, де він також дебютував у Гран-прі у класі Формули-2 на Гран-прі Німеччини та став п’ятим у загальному заліку, вигравши в класі Формули-2. У 1968 році він був викликаний Коліном Чапменом, щоб зайняти місце пілота Формули-1 у Team Lotus після смерті Джима Кларка. Його контракт не включав місце в команді Формули-2. У ході обговорення з Тоні Рудліном, який на той час відповідав за управління Herts and Essex Aero Club, що належав колишньому чемпіону світу з мотоциклетного спорту Роджеру Фроглі, було укладено угоду про те, щоб він буде виступати в кольорах клубу. Lotus постачали і готували машини, надавали механіків і, як правило, виконував функції менеджерів змагань, в той час як Рудлін був менеджером команди. Команда Формули-2 була досить успішною, хоча не використовувала повну специфікацію болідів Team Lotus. Наприкінці року команду запросили взяти участь у чотирьох гонках, що входили до аргентинської Темпоради. Команда Herts and Essex Team посіла третє місце в серії. Сезон Формули-1 виявився важким, оскільки Оліверу було важко досягти фінішу. Він очолював Гран-прі Великої Британії до відмови двигуна, і зміг фінішував лише двічі, його найкращим результатом було третє місце на завершальному в сезоні Гран-прі Мексики.
Коли Йохен Ріндт підписав контракт з Lotus у 1969 році, Олівер перейшов до BRM. Він провів два провальних сезони в команді з Борна, що фактично знищило його кар’єру в перегонах Гран-прі. За два роки він зміг фінішувати лише чотири рази, при цьому його єдиними фінішами в очках стали шосте місце на Гран-прі Мексики 1969 року та п’яте місце на Гран-прі Австрії 1970 року. Однак у 1970 році він очолював більшу частину Гонки Чемпіонів, утримуючи Стюарта, і впевнено йшов на третьому місці в гонках на Гран-прі Нідерландів та Британії. Поганий результат на Гран-при Австрії, який, як вважав бос команди Луї Стенлі, Олівер повинен був виграти, призвів до того, що найкраща машина відтоді дісталася Педро Родрігесу, але Олівер все ще лідирував на кількох колах в італійській гонці. Стенлі описав Олівера як «хорошого, але далеко не настільки, як він думав». Більшість експертів і спонсор Yardley були здивовані та розчаровані після того, як BRM звільнили Олівера. Джекі Стюарт оцінив Олівера як дуже хорошого гонщика Гран-прі і Can-Am.

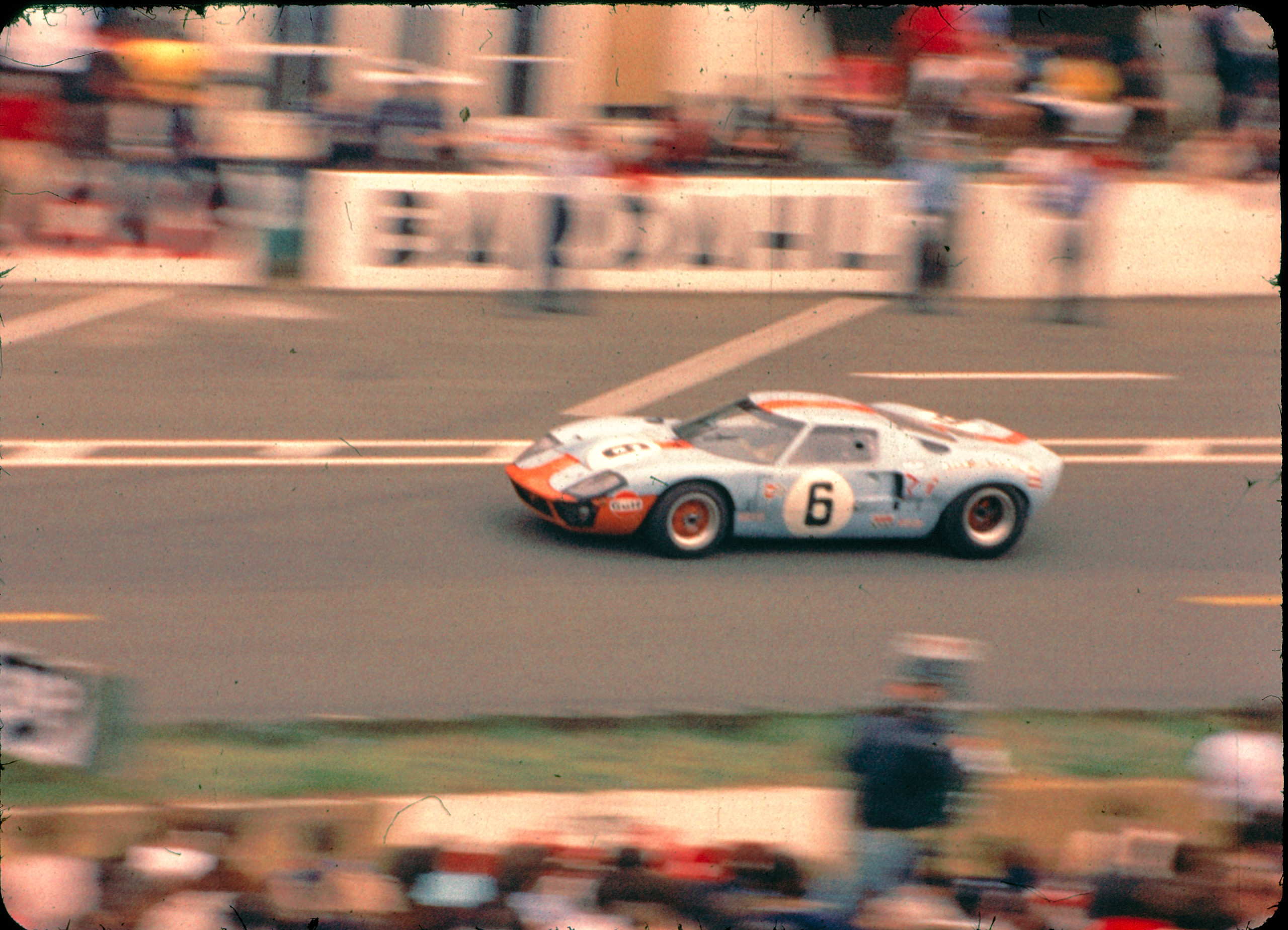
Джекі Олівер за кермом Ford GT40 на перегонах 24 години Ле-Мана 1969 року.

Його найкращі результати в цих сезонах були досягнуті в гонках на витривалість, на Gulf Ford GT40 Джона Вайєра, вигравши 12 годин Себрінга та 24 години Ле-Мана з Жакі Іксом у 1969 році, а також 24 години Дайтони та 1000-кілометрову Монцу в 1971 році з Родрігесом.
У 1969 році він дебютував у Can-Am, спочатку за Autocoast за кермом TI-22, а потім за команду Shadow Дона Ніколса. У 1971 році завершив повноцінні виступи у Формулі-1, хоча він тричі брав участь у перегонах на третьому боліді McLaren. У 1972 році він зосередився головним чином на Can-Am з Shadow, хоча взяв участь з BRM на Гран-прі Великої Британії 1972 року, де він зійшов з дистанції.
У 1973 році команда Shadow приєдналась до Формули-1 і Олівер був призначений лідером команди. Shadow DN1 виявився складним в керуванні і сезон Олівера знову був зіпсований механічними проблемами. Проте на Гран-прі Канади він провів чудову гонку, і багато хто вважає, що він насправді виграв її, але таблиці кіл були сплутані через дощ, який спричинив численні піт-стопи і бездарне застосування автомобіля безпеки організаторами гонки. В підсумку, Олівер був класифікований третім, його єдине місце в очках в сезоні 1973 року.
У 1974 році Олівер зосередився на Can-Am, здобувши титул серії для команди Shadow. Він почав більше брати участь в управлінні командою Shadow, але протягом трьох сезонів змагався за команду у Формулі-5000 і навіть ненадовго повернувся до Формули-1, фінішувавши п’ятим у Гонці чемпіонів 1977 року та зайнявши 9 місце на Гран-прі Швеції.
Він також взяв участь у 8 гонках серії NASCAR між 1971 і 1972 роками, в більшості із яких він виступав за Donlavey Racing. Він спробував взяти участь в 500 милях Дайтони 1972 року, але не пройшов кваліфікацію.

## Arrows

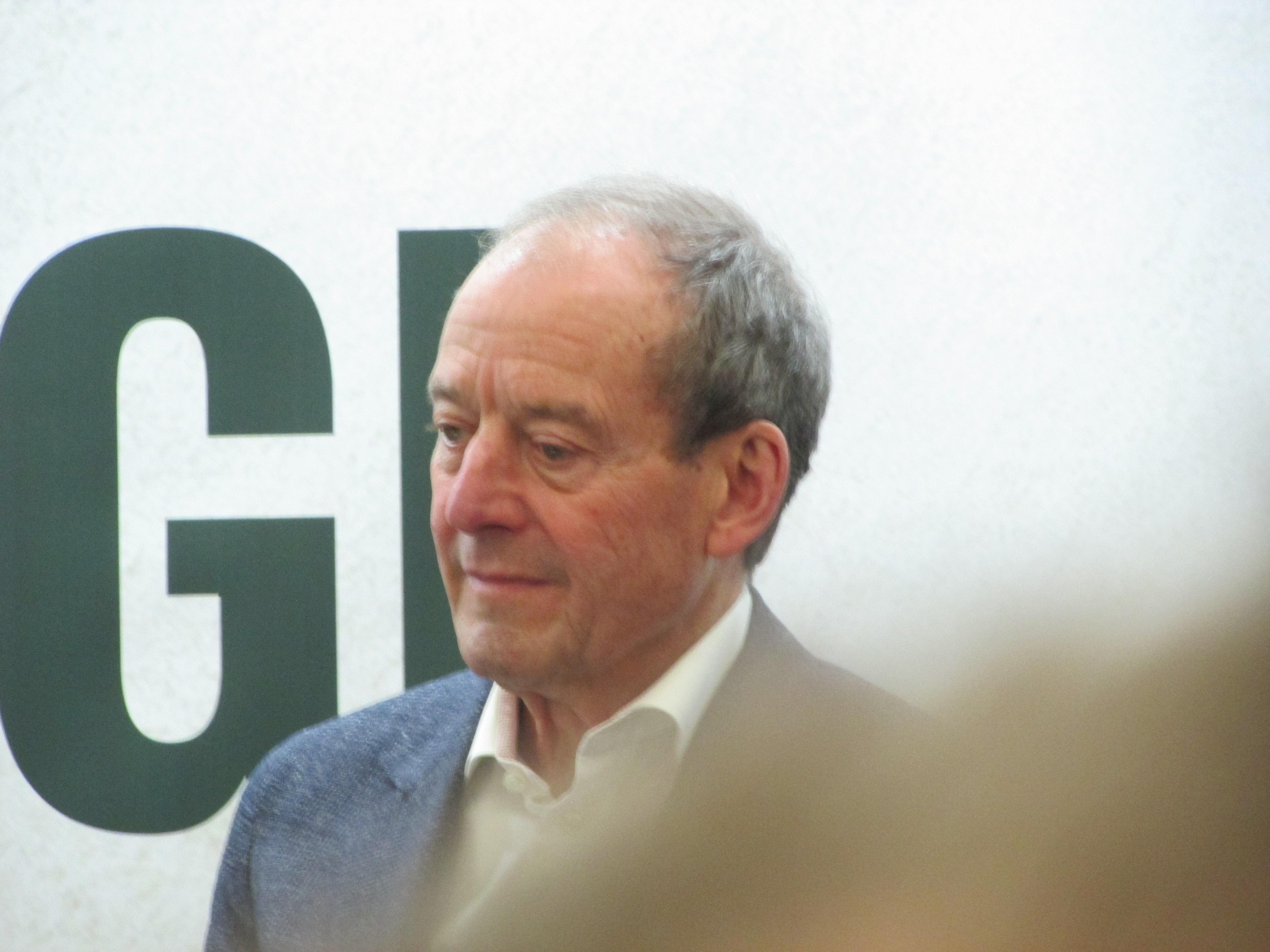
Олівер в 2023 році.

Наприкінці 1977 року він покинув Shadow разом із фінансистом Франко Амброзіо, дизайнерами Тоні Саутгейтом і Аланом Різом, інженером Дейвом Вассом і водієм Ріккардо Патрезе, щоб сформувати команду Arrows Grand Prix International.
Arrows стали відомими завдяки участі в рекордних 382 Гран-прі, не здобувши жодної перемоги. Однак команда завжди мала добре представлені машини, які зазвичай були конкурентоспроможними, якщо не лідерами, і часто давала шанс талановитим пілотам - крім Патрезе, на початку своєї гоночної кар'єри за команду виступали Тьєрі Бутсен, Герхард Бергер, Марк Зурер і Мартін Доннеллі.
У 1990 році Олівер продав більшу частину своєї частки японській корпорації Footwork, залишившись директором, але команда не змогла покращити свої результати і компанія відмовилась продовжувати підтримку команди наприкінці 1993 року через фінансові проблеми. Олівер повернув собі команду, але грошей було мало, і в 1996 році він знову продав більшу частину своїх акцій групі TWR Тома Вокіншоу. Олівер залишався в правлінні до 1999 року, коли продав свої акції.

## Результати виступів в Формулі-1
| Рік      | Команда                    | Шасі          | Двигун                   | 1        | 2        | 3        | 4        | 5        | 6        | 7        | 8        | 9        | 10       | 11      | 12       | 13     | 14    | 15     | 16  | 17  | Місце | Очки |
| -------- | -------------------------- | ------------- | ------------------------ | -------- | -------- | -------- | -------- | -------- | -------- | -------- | -------- | -------- | -------- | ------- | -------- | ------ | ----- | ------ | --- | --- | ----- | ---- |
| 1967     | Lotus Components Ltd.      | Lotus 48 (F2) | Ford Cosworth FVA 1.6 L4 | ПАР      | МОН      | НІД      | БЕЛ      | ФРА      | ВЕЛ      | НІМ 5*   | КАН      | ІТА      | США      | МЕК     |          |        |       |        |     |     | —     | 0    |
| 1968     | Gold Leaf Team Lotus       | Lotus 49      | Ford Cosworth DFV 3.0 V8 | ПАР      | ІСП      | МОН Схід |          |          |          |          |          |          |          |         |          |        |       |        |     |     | 15    | 6    |
| 1968     | Gold Leaf Team Lotus       | Lotus 49B     | Ford Cosworth DFV 3.0 V8 |          |          |          | БЕЛ 5    | НІД НКЛ  | ФРА НС   | ВЕЛ Схід | НІМ 11   | ІТА Схід | КАН Схід | США НС  | МЕК 3    |        |       |        |     |     | 15    | 6    |
| 1969     | Owen Racing Organisation   | BRM P133      | BRM P101 3.0 V12         | ПАР 7    |          |          |          |          |          |          |          |          |          |         |          |        |       |        |     |     | 17    | 1    |
| 1969     | Owen Racing Organisation   | BRM P133      | BRM P142 3.0 V12         |          | ІСП Схід | МОН Схід | НІД Схід | ФРА      | ВЕЛ Схід |          |          |          |          |         |          |        |       |        |     |     | 17    | 1    |
| 1969     | Owen Racing Organisation   | BRM P138      | BRM P142 3.0 V12         |          |          |          |          |          |          | НІМ Схід |          |          |          |         |          |        |       |        |     |     | 17    | 1    |
| 1969     | Owen Racing Organisation   | BRM P139      | BRM P142 3.0 V12         |          |          |          |          |          |          |          | ІТА Схід | КАН Схід | США Схід | МЕК 6   |          |        |       |        |     |     | 17    | 1    |
| 1970     | Owen Racing Organisation   | BRM P153      | BRM P142 3.0 V12         | ПАР Схід |          |          |          |          |          |          |          |          |          |         |          |        |       |        |     |     | 20    | 2    |
| 1970     | Yardley Team BRM           | BRM P153      | BRM P142 3.0 V12         |          | ІСП Схід | МОН Схід | БЕЛ Схід | НІД Схід | ФРА Схід | ВЕЛ Схід | НІМ Схід | АВТ 5    | ІТА Схід | КАН НКЛ | США Схід | МЕК 7  |       |        |     |     | 20    | 2    |
| 1971     | Bruce McLaren Motor Racing | McLaren M14A  | Ford Cosworth DFV 3.0 V8 | ПАР      | ІСП      | МОН      | НІД      | ФРА      | ВЕЛ Схід | НІМ      |          | ІТА 7    | КАН      | США     |          |        |       |        |     |     | —     | 0    |
| 1971     | Bruce McLaren Motor Racing | McLaren M19A  | Ford Cosworth DFV 3.0 V8 |          |          |          |          |          |          |          | АВТ 9    |          |          |         |          |        |       |        |     |     | —     | 0    |
| 1972     | Marlboro BRM               | BRM P160B     | BRM P142 3.0 V12         | АРГ      | ПАР      | ІСП      | МОН      | БЕЛ      | ФРА      | ВЕЛ Схід | НІМ      | АВТ      | ІТА      | КАН     | США      |        |       |        |     |     | —     | 0    |
| 1973     | UOP Shadow Racing Team     | Shadow DN1    | Ford Cosworth DFV 3.0 V8 | АРГ      | БРА      | ПАР Схід | ІСП Схід | БЕЛ Схід | МОН 10   | ШВЦ Схід | ФРА Схід | ВЕЛ Схід | НІД Схід | НІМ 8   | АВТ Схід | ІТА 11 | КАН 3 | США 15 |     |     | 14    | 4    |
| 1977     | Shadow Racing Team         | Shadow DN8    | Ford Cosworth DFV 3.0 V8 | АРГ      | БРА      | ПАР      | СШЗ      | ІСП      | МОН      | БЕЛ      | ШВЦ 9    | ФРА      | ВЕЛ      | НІМ     | АВТ      | НІД    | ІТА   | США    | КАН | ЯПО | —     | 0    |
| Джерело: |                            |               |                          |          |          |          |          |          |          |          |          |          |          |         |          |        |       |        |     |     |       |      |

* Перший у класі Формула-2, Олівер не мав права набирати очки на Гран-прі Німеччини 1967 року, оскільки він керував болідом Формули-2.